# 亚曼苏柯尔克孜族乡
亚曼苏柯尔克孜族乡是中华人民共和国新疆维吾尔自治区阿克苏地区乌什县下辖的一个民族乡。

## 行政区划
亚曼苏柯尔克孜族乡下辖以下村级行政区划单位：
尤喀克牙曼苏村、博孜村、喀拉苏村、尤勒吐孜布拉克村、托万克牙曼苏村、阿依丁村和喀拉玉尔滚开发区社区。